# ウルトラ怪獣大図鑑
『ウルトラ怪獣大図鑑』（ウルトラかいじゅうだいずかん）とは、怪獣を主眼に「ウルトラシリーズ」の内容を要約したミニ番組。 1989年4月4日から1990年3月30日まで、テレビ東京系で放送された。全205回。ウルトラの妹の疑問にウルトラの兄が答える形式で、ウルトラ戦士、怪獣、防衛隊に関する様々なトピックを紹介していた。

## 声の出演
- ウルトラの兄：毒蝮三太夫[1]
- ウルトラの妹：赤木優[1]

## サブタイトル
1. ウルトラファミリーをぜんぶ教えてください。
2. ウルトラマンをくわしく知りたいのです。
3. ウルトラセブンをくわしく知りたいのです。
4. 帰ってきたウルトラマンをくわしく知りたいのです。
5. ウルトラマンエースをくわしく知りたいのです。
6. ウルトラマンタロウをくわしく知りたいのです。
7. ウルトラマンレオをくわしく知りたいのです。
8. ウルトラマン80をくわしく知りたいのです。
9. バルタン星人たちをぜんぶ見たいのですが…
10. レッドキングってなんびきいるんですか?
11. 怪力怪獣ビッグ3（ブラックキング、レッドキング、ゴモラ）
12. 光線技をつかう怪獣ビッグ3（エースキラー、ゼットン、ベムスター）
13. 水中怪獣ビッグ3（シーゴラス、グビラ、タッコング）
14. ロボット怪獣ビッグ3（キングジョー、メカギラス、ガラモン）
15. 冷凍怪獣ビッグ3（ガンダー、スノーゴン、アイスロン）
16. ウルトラヒーローたちが大ピンチになったことは?
17. ウルトラヒーローたちのカラータイマーのちがいは?
18. ウルトラヒーローたちの変身方法のちがいは?
19. ウルトラヒーローたちのパンチくらべ!
20. ウルトラヒーローたちのキック競争
21. M78星雲ウルトラの国ってどんなとこ?
22. ゾフィーの活躍を見せて下さい。
23. 主人公でないウルトラファミリーたちの活躍
24. 科学特捜隊の怪獣作戦
25. ウルトラ警備隊の怪獣作戦
26. MATの怪獣作戦
27. TACの超獣作戦
28. ZATの怪獣作戦
29. MACの怪獣作戦
30. UGMの怪獣作戦
31. でっかい怪獣ビッグ3
32. 重たい怪獣ビッグ3
33. 植物怪獣ビッグ3
34. 凶暴怪獣ビッグ3
35. 地底怪獣ビッグ3
36. 古代怪獣ビッグ3（ゴモラ、ゴメス、リトラ）
37. 科学特捜隊のメカニック（ジェットビートル、改造ジェットビートル[2]、特殊潜航艇S16号）
38. ウルトラ警備隊のメカニック（ウルトラホーク1号、3号）
39. MATのメカニック（マットアロー1号、2号、マットジャイロ、マットサブ）
40. TACのメカニック（タックアロー、タックファルコン、ダックビル）
41. ZATのメカニック（スカイホエール、スーパースワロー、コンドル1号、ドラゴン、ペルミダーII世）
42. MACのメカニック（マッキー1号、2号、特殊ヘリコプター）
43. UGMのメカニック（スペースマミー、スカイハイヤー、シルバーガル）
44. ウルトラマンの必殺光線パレード（スペシウム光線!、八つ裂き光輪!、スラッシュ光線!、ウルトラアタック光線!、リバウンド光線!、ウルトラサイコキネシス!）[3]
45. ウルトラセブンの必殺光線パレード（エメリウム光線! 、手裏剣光線!、ワイドショット!、ウルトラバブル!、ウルトラスパイラルビーム!）
46. 帰ってきたウルトラマンの必殺光線パレード（スペシウム光線!、ウルトラ霞斬り!、ウルトラショット!、八つ裂き光輪!）
47. ウルトラマンエースの必殺光線パレード（ホリゾンタル ギロチン!、バーチカル ギロチン!、フラッシュハンド!、メタリウム光線!、パンチレーザー!、パンチ・レーザースペシャル!、タイマーショット!、ブルーレーザー!、ウルトラネオバリヤー!、スラッシュ光線!、エーススパーク!、ウルトラスラッシュ!、ウルトラギロチン!、マルチ・ギロチン!、ダブルビーム!、サーキュラー・ギロチン!、ドリル光線!、アタックビーム!）
48. ウルトラマンタロウの必殺光線パレード（ストリウム光線!、タロウバリヤー!、ホーン光線!、シューティングビーム!、プッシュリターン光線!、ファイヤー・ダッシュ!）
49. ウルトラマンレオの必殺光線パレード（レオ・クロスビーム!、タイマーショット!、エネルギー光球!、ビームランプ光線!、レッド手裏剣ビーム!、スパーク光線!、ウルトラショット!、ウルトラダブルフラッシャー!、シューティングビーム!、チェンジィング・ビーム!、縮小光線!）
50. ウルトラマン80の必殺光線パレード（ウルトラショット!、ウルトラ高周波!、バックルビーム!、ウルトラスパイラルビーム!、ボディスパーク!、ウルトラアイスポット!、ウルトラアローショット!、ウルトラダブルアロー!、シューティングビーム!、サクシウム光線!、スパーク光線!）
51. 透明怪獣ビッグ3（ネロンガ、サータン、ゴルバゴス）
52. 海底怪獣ビッグ3（グビラ、カイテイガガン、ボスタング）
53. おもしろ怪獣珍プレー（カネゴンの玉乗り、モチロンの餅つき、オニオンの鶏に脅えて這って逃げる姿）
54. こん虫怪獣ビッグ3（サタンビートル、グワガンダ、アリンドウ）
55. 電気怪獣ビッグ3（エレキング、エレドータス、ユニバーラゲス）
56. 飛行怪獣ビッグ3（バードン、テロチルス、ギコギラー）
57. カプセル怪獣って?（ミクラス、アギラ、ウインダム
58. ヒーローが変身道具をなくしたことは?（ウルトラマン第2話「侵略者を撃て」・第8話「怪獣無法地帯」、セブン第3話「湖のひみつ」・第4話「マックス号応答せよ」・第37話「盗まれたウルトラ・アイ」）
59. 夕陽を背景にたたかった場面集（セブン第8話「狙われた街」、レオ第8話「美しい男の意地」、新マン第21話「怪獣チャンネル」）
60. ウルトラヒーローたちの初登場（ウルトラマン第1話、タロウ第1話、セブン第1話、レオ第1話、新マン第1話、80第1話、エース第1話）
61. ウルトラヒーローの能力くらべ[4]
62. ウルトラヒーローがたおした怪獣の数くらべ（A・53匹、新マン・51匹、レオ・43匹、セブン・41匹、80・37匹、タロウ・34匹、ウルトラマン・28匹）
63. 武器を持つ怪獣ビッグ3（タイラント、バラバ、グドン）
64. 吸血怪獣ビッグ3
65. 3人のにせヒーロー
66. 再生怪獣ビッグ3
67. コンビ怪獣ビッグ3
68. おとぼけ怪獣ビッグ3
69. ツメがするどい怪獣ビッグ3
70. シッポを武器にする怪獣ビッグ3
71. 基地を襲った怪獣ビッグ3
72. 怪獣はこうして生まれる
73. 小さくなったヒーローたち
74. ツノが弱点の怪獣たち（アーストロン、キングストロン、ギロ星獣）
75. オイルを食べる怪獣ビッグ3（タッコング、ペスター、キュラソ星人）
76. ウルトラヒーローVS怪獣のすもう（80 vs ジヒビキラン、タロウ vs モチロン、A vs ベロクロン二世）
77. 自分のシリーズ以外に登場したヒーローたち（ウルトラマン、ウルトラセブン、帰ってきたウルトラマン）[5]
78. 名所を襲った怪獣たち（ゴモラ→大阪城、キングゼミラ→東京タワー、ジュラン→皇居の御堀）
79. 異常気象をおこす怪獣ビッグ3（バリケーン、グロン、シーゴラス）
80. 敵の組織はどんなふう?（ヤプール、ゴース星人、サロメ星人）
81. ウルトラヒーローのエネルギー補給方法（『セブン』第25話「零下140度の対決」・第40話「セブン暗殺計画（後編）」、『新マン』第21話「怪獣チャンネル」、『A』第5話「大蟻超獣対ウルトラ兄弟」・第27話「奇跡! ウルトラの父」）
82. ウルトラブレスレットの使い方（『新マン』第18話「ウルトラセブン参上!」・第20話「怪獣は宇宙の流れ星」・第24話「戦慄! マンション怪獣誕生」・第30話「呪いの骨神オクスター」）
83. 子供の頃のウルトラマンタロウ（『ウルトラマン物語』）
84. ウルトラヒーローたちのサイン集（ウルトラマン、セブン、新マン、A、タロウ、レオ、80）
85. ウルトラヒーローたちの変わった活躍[6]
86. ウルトラマンの変身場所あれこれ[7]
87. 円盤生物ビッグ3（アブソーバ、ブラックドーム、ノーバ）
88. 合体怪獣ビッグ3（キングジョー、ユニタング、ゴルゴス）
89. アニメのウルトラヒーローは?（ウルトラマンジョー[8]、ウルトラマンスコット、ウルトラマンチャック、ウルトラウーマンベス）
90. 復活怪獣ビッグ3（ドドンゴ、 ゴーガ、タブラ）
91. 変身怪獣ビッグ3（ザラガス、ガヴァドン、ギャンゴ）
92. いい怪獣ビッグ3
93. 宇宙怪獣ビッグ3
94. 頭のいい怪獣ビッグ3
95. サル怪獣ビッグ3
96. いん石怪獣ビッグ3
97. 鳥怪獣ビッグ3
98. 毒ガス怪獣ビッグ3
99. 毒を持った怪獣ビッグ3
100. 美女に化けた侵略者たち
101. 怪獣に負けた怪獣たち
102. 車を襲う怪獣ビッグ3
103. 異次元怪獣ビッグ3
104. 怪獣のへんなアクション
105. 惑星怪獣ビッグ3
106. 羽を持つ怪獣ビッグ3
107. 年をとった宇宙人ビッグ3
108. 恐竜スタイルの怪獣ビッグ3
109. おんな怪獣ビッグ3
110. タコ怪獣ビッグ3
111. そっくりさん怪獣たち
112. 科学特捜隊のメンバーたち
113. ウルトラ警備隊のメンバーたち
114. MATのメンバーたち
115. TACのメンバーたち
116. ZATのメンバーたち
117. MACのメンバーたち
118. UGMのメンバーたち
119. 人間をつれさる宇宙人ビッグ3
120. セミ怪獣ビッグ3
121. 変形怪獣ビッグ3
122. ざんこく怪獣ビッグ3
123. オニ怪獣ビッグ3
124. 火をはく怪獣ビッグ3
125. 怪獣を操る宇宙人たち
126. 地球にきた宇宙船
127. 音波怪獣ビッグ3
128. 成長する怪獣ビッグ3
129. 長い舌を武器にする怪獣ビッグ3
130. 火山怪獣ビッグ3
131. 湖から現われた怪獣ビッグ3
132. 弱い怪獣たち
133. 貴金属を食べる怪獣ビッグ3
134. じっとしている怪獣ビッグ3（プリズ魔、ブルトン、バルンガ）
135. 海から現われた怪獣ビッグ3（ラゴン、ゲスラ、ダロン）
136. ビル街に現われた怪獣たち（ダンカン、バルタン星人#三代目、ケムール人#『ウルトラマン』に登場するケムール人、ザラブ星人#2代目、メフィラス星人、ビルガモ）
137. 空から現われた怪獣ビッグ3（スカイドン、クレッセント、バキシム）
138. 伝説にまつわる怪獣ビッグ3（アントラー、エンマーゴ、タブラ）
139. 伝説になっているヒーローたち（ノアの神、光の巨人、ウルトラマンキング）
140. 明るいのが苦手な怪獣たち（テレスドン、ムルロア、ザルドン）
141. 光をフラッシュする怪獣ビッグ3（ザラガス、キーラ、バラバ）
142. エネルギーをすいとる怪獣ビッグ3（エレドータス、グロブスク、メダン）
143. シッポを何かされた怪獣たち（ゴモラ、カネゴン、コロ星人）
144. 燃えてしまった怪獣たち（プラチク星人、グリーンモンス、ブラックサタン）
145. アクロバットをする怪獣ビッグ3（レンボラー、ゴラ、ケットル星人）
146. 切られてしまった怪獣たち（キングカッパー、ビラ星人、バラバ）
147. いねむり怪獣ビッグ3（ザラガス、ガヴァドン、ゴロー）
148. 大食い大飲み怪獣ビッグ3（モットクレロン、ベロン、モチロン）
149. 列車をおそった怪獣ビッグ3（ノイズラー、マッハレス、ワイアール星人）
150. 走る怪獣たち（イダテンラン、ケムール人、ウインダム）
151. 病気をはやらせる怪獣たち（ヤメタランス、マンダリン草、クイントータス）
152. 水に弱い怪獣たち（ジャミラ、ナメゴン、ベロン）
153. 変わった処理をされた怪獣たち（ゴンゴロス、マシュラ、モチロン）
154. 人間の魂がのりうつった怪獣たち（ホー、ヒドラ、ガゼラ）
155. 物にのりうつった怪獣たち（ギーゴン、ゴースドン、シシゴラン）
156. 必殺わざにビクともしない怪獣ビッグ3（ゼットン、ギエロン星獣、ベムスター）
157. いくつも顔を持つ怪獣たち（ダダ、アシュラン、ブリザード）
158. 動物が変形した怪獣たち（バクタリ、ズルズラー、グワガンダ）
159. あわ怪獣ビッグ3（ダンカン、ガンザ、アルゴ星人）
160. グループでやってきた宇宙人や怪獣たち（バルタン星人#二代目、ゴルゴン星人、ガラモン[9]）
161. めまぐるしい動きの怪獣たち（フック星人、フリップ星人、カーリー星人）
162. 怪獣のもと（メダン、ブルトン、ユニタング）
163. 巨大化する宇宙人ビッグ3（ゴドラ星人、ガッツ星人、プロテ星人）
164. 改造怪獣たち（改造サボテンダー、改造ベムスター、改造ヤプール、改造ベロクロンII世）[10]
165. 花のマドンナ隊員たち（フジ・アキコ隊員、ユリ・アンヌ隊員 、ジョウノ・エミ隊員）
166. その後に登場したマドンナ女優たち（桜井浩子、ひし美ゆり子、星光子、石田えり）[11]
167. 本物そっくりのミニチュアセット（ビル、漁港、SL）[12]
168. 子供怪獣たち（チンペ、ザンドリアス、ドックン）
169. 怪獣とたたかった一般人（『ウルトラマンタロウ』第29－30話の海野青年、『ウルトラQ』第7話のタケル、『ウルトラマンA』第20話「青春の星 ふたりの星」の篠田青年）
170. 人間の言葉をしゃべる怪獣たち（タイショー、ベロン、カネゴン）
171. 熱を持った怪獣たち（ザンボラー、ボルケラー、ファイヤー星人）
172. 科学特捜隊がたおした怪獣たち（ギガス、テレスドン、ドラコ、ゼットン）
173. ウルトラ警備隊がたおした怪獣たち（ブラコ星人、ワイルド星人、キングジョー）
174. MATがたおした怪獣たち（マグネドン、シーゴラス、クプクプ）
175. TACがたおした怪獣たち（サイモン星人、宇宙仮面、ガスゲゴン）
176. ZATがたおした怪獣たち（改造ベムスター、改造ベロクロン二世、ムルロア、バルキー星人）
177. MACがたおした怪獣たち（バイブ星人、宇宙吸血コウモリ）
178. UGMがたおした怪獣たち（メダン、マーゴドン）
179. 人間にばけた侵略者たち（ケロニア、チブル星人、ワイアール星人）
180. 「ウルトラQ」のテーマ音楽
181. 「ウルトラマン80」の主題歌
182. 「ウルトラセブン」の主題歌
183. 「ウルトラマンレオ」の主題歌
184. 「ウルトラマンタロウ」の主題歌
185. 「ウルトラマンエース」の主題歌
186. 「帰ってきたウルトラマン」の主題歌
187. 「ウルトラマン」の主題歌
188. 科学特捜隊の基地
189. ウルトラ警備隊の基地
190. MATの基地
191. TACの基地
192. ZATの基地
193. MACの基地
194. UGMの基地
195. 映画「ウルトラマン物語」の名場面[13]
196. 「ウルトラQ」の名場面[14]
197. 「ウルトラマン」の名場面[15]
198. 「ウルトラセブン」の名場面[16]
199. 「帰ってきたウルトラマン」の名場面[17]
200. 「ウルトラマンエース」の名場面[18]
201. 「ウルトラマンタロウ」の名場面[19]
202. 「ウルトラマンレオ」の名場面[20]
203. 「ウルトラマン80」の名場面[21]
204. シリーズのラストシーン集 その1（ウルトラマン - 帰ってきたウルトラマン - ウルトラマンタロウ - ウルトラマン80の順）
205. シリーズのラストシーン集 その2（最終回）（ウルトラマンエース - ウルトラマンレオ - ウルトラセブンの順）

## 再放送
1990年8月28日、TBS系「三井奥さま劇場」における『ウルトラマン（再放送）』の番外コーナーとして、本作の過去放送エピソードと『ウルトラマンG』のプロモーション映像で構成した「ウルトラ怪獣データランド」が放送された。2007年にはファミリー劇場でオリジナル版が再放送された。